# Sailor Beware
¡Vaya par de marinos! es una película estadounidense de 1952, dirigida por Hal Walker y protagonizada por Dean Martin y Jerry Lewis en los papeles principales.

## Argumento
Aventuras y desventuras de un par de marineros que pierden la cabeza cada vez que ven una falda.

## Reparto
| Actor           | Personaje                    |
| --------------- | ---------------------------- |
| Dean Martin     | Al Crowthers                 |
| Jerry Lewis     | Melvin Jones                 |
| Corinne Calvet  | Corinne Calvet               |
| Marion Marshall | Hilda Jones                  |
| Robert Strauss  | Chief Petty Officer Lardoski |
| Leif Erickson   | Comandante Lane              |
| Don Wilson      | Sr. Chubby                   |
| Vince Edwards   | Blayden                      |
| Skip Homeier    | Mac                          |
| Dan Barton      | Bama                         |
| Mike Mahoney    | Tiger                        |
| Mary Treen      | Ginger                       |

## Canciones originales compuestas para el filme
| Canción                      | Intérprete                                      |
| ---------------------------- | ----------------------------------------------- |
| Blue Hawaii                  | Ralph Rainger                                   |
| Jingle, Jangle, Jingle       | Joseph J. Lilley                                |
| Merci beaucoup               | Jerry Livingston y Mack David                   |
| Never Before                 | Jerry Livingston y Mack David                   |
| Sailor's Polka               | Jerry Livingston y Mack David                   |
| Say Si Si (Para Vigo me voy) | Albert Stillman, Francia Luban, Ernesto Lecuona |
| The Old Calliope             | Jerry Livingston y Mack David                   |
| Today, Tomorrow, Forever     | Jerry Livingston y Mack David                   |

## Comentarios
Aparecen en papeles secundarios fuera de créditos James Dean, Betty Hutton y Elaine Stewart